# Premio Compasso d'oro 1960
Il premio Compasso d'oro 1960 è stata la 6ª edizione della cerimonia di consegna del premio Compasso d'oro.

## Giuria
La giuria era composta da:
- Lodovico Belgiojoso
- Vico Magistretti
- Augusto Magnaghi
- Augusto Morello
- Marco Zanuso

## Premiazioni

### Compasso d'oro
| Designer                                                                         | Prodotto                                | Azienda                                           | Immagine |
| -------------------------------------------------------------------------------- | --------------------------------------- | ------------------------------------------------- | -------- |
| Stelio Frati                                                                     | Aviamilano Falco F.8 L aereo da turismo | Aviamilano Costruzioni Aeronautiche               |          |
| Ugo Zagato                                                                       | Abarth Zagato 1000, automobile          | Carrozzeria La Zagato Srl                         |          |
| Ufficio Tecnico sezione piccole costruzioni                                      | Cupolino estrattore d'aria per cappe    | Marelli Aerotecnica                               |          |
| Danilo Cattadori                                                                 | Flyng Dutchman, imbarcazione a vela,    | Alpa                                              |          |
| Uffici Progettazione Dipartimento Elettrotermodinamici/Divisione Beni di consumo | Castalia, lavabiancheria                | C.G.E.                                            |          |
| Richard Sapper                                                                   | Static orologio                         | Lorenz                                            |          |
| Gino Colombini                                                                   | K.S. 1171/2, scolapiatti smontabile     | Kartell                                           |          |
| Luigi Caccia Dominioni, Achille Castiglioni e Pier Giacomo Castiglio             | T 12 Palini, sedia scolastica           | Palini Industria Legno Srl,                       |          |
| Giovanni Varlonga                                                                | Feal VAR/M3, termosifoni Thermovar,     | Società Fonderie Elettroniche Alluminio Leghe Sas |          |
| Mario Germani                                                                    | Tenda da Campeggio                      | Ettore Moretti Spa,                               |          |

## Premi alla carriera

### Gran Premio Nazionale
- Giulio Carlo Argan[2]

### Gran Premio Internazionale
- Massachusetts Institute of Technology[2]